# Mike Byrne
 Der er for få eller ingen kildehenvisninger i denne artikel, hvilket er et problem. Du kan hjælpe ved at angive troværdige kilder til de påstande, som fremføres i artiklen.

Michael William Byrne (født 6. februar 1990) er en amerikansk musiker, der siden 2009 har været trommeslager i det amerikanske rockband Smashing Pumpkins.
Da forsanger i Smashing Pumpkins, Billy Corgan, forsøgte at finde en erstatning for trommeslager Jimmy Chamberlin til Smashing Pumpkins, blev Mike Byrne valgt ud af tusindvis af ansøgere. Han spillede, sammen med bl.a. Billy Corgan, trommer i Spirits in the Sky, et band til ære for den afdøde Sky Saxon, der spillede seks koncerter i august 2009. Senere samme år begyndte han officielt indspilningerne til det syvende Smashing Pumpkins-album, Teargarden by Kaleidyscope. I april 2010 fik han sin debut som Smashing Pumpkins' trommeslager ved en koncert i USA. 
Mike Byrne har spillet trommer, siden han var 12 år. Han har spillet i en række lokale bands og var som teenager stor fan af Smashing Pumpkins, og han har Jimmy Chamberlin blandt sine største indflydelser. Tre år inden Byrne blev trommeslager i Smashing Pumpkins, oprettede han en Youtube-konto med navnet "MarquisinSpadez", som tydeligvis er inspireret af b-siden "Marquis in Spades", som bandet udgav i 1996 på ep'en Zero og senere samme år på bokssættet The Aeroplane Flies High. 

## Diskografi
Med the Smashing Pumpkins
- Teargarden by Kaleidyscope (2009–2014)
- Oceania (2012)

Med Bearcubbin'!
- Live From the Bear Trap (2009)
- Jewels & The Wallwalkers/ Bearcubbin'! (2010, split album)
- Get Your Heavies Out (2011)
- Girls with Fun Haircuts (2014)[1]

Med Moses, Smell the Roses
- Frenemies EP (2007)
- Please Do Over (2009)